# Adelocephala intermedia
Adelocephala intermedia är en fjärilsart som beskrevs av Rothschild 1907. Adelocephala intermedia ingår i släktet Adelocephala och familjen påfågelsspinnare. Inga underarter finns listade i Catalogue of Life.